# Criza politică din Bulgaria din 2021–2025
Criza politică din Bulgaria din 2021-2025 a fost o perioadă de instabilitate politică în curs de desfășurare în Bulgaria, care s-a văzut pusă în fața a cinci runde de alegeri consecutive în doi ani: aprilie 2021, iulie 2021, noiembrie 2021, octombrie 2022 și aprilie 2023.
Primele două alegeri nu au rezultat într-o coaliție de guvernare, dar alegerile din noiembrie 2021 i-a permis lui Kiril Petkov să creeze un guvern instabil care a durat doar 7 luni. Alegerile anticipate din octombrie 2022 au dus la un alt blocaj, ducând la viitoarele alegeri din 2023 din aprilie.

## Fundal
Fostul Premier Boiko Borisov, și partidul său conservator-populist GERB, a condus Bulgara din 2016. Al treilea guvern Borisov a fost măcinat de scandaluri de corupție în timpul mandatului, în special în zona fondurilor europene, proiectelor de infrastructură și subvențiilor guvernamentale.
Scandaluri, inclusiv presupusele fotografii cu fostul prim-ministru întins pe un pat lângă o armă de foc, lingouri de aur și teancuri de bani și scandalul de extorcare de bani „Opt Pitici” au culminat cu proteste pe 9 iulie 2020, cu scopul de a înlătura guvernul și șeful lui Borisov, procurorul Ivan Gheshev.
Aceste proteste vor continua zilnic până după încheierea mandatului guvernului pe 16 aprilie 2021.
Protestele au dus la un val creștere în proeminență a așa numitelor „partide ale schimbării”, format în principal din noi partide politice care s-au opus lui Borisov și mulți dintre care s-au alăturat protestelor. Principalele trei alianțe sau partide din acest bloc sunt Există un Astfel de Popor (ITN), Bulgaria Democratică (DB), Ridicați-vă! Jos Mafia! (IMSV), iar sondajele au sugerat că acestui bloc de partide i-a crescut sprijinul.

## Alegerile din 2021

### Alegerile din aprilie 2021

Harta rezultatului alegerilor din aprilie 2021

Alegerile au avut loc pe 4 aprilie 2021, și au fost programate cum era normal odată la patru ani după alegerile din 2017. 
Coaliția de guvernare a lui Borisov și-a pierdut majoritatea, cu partidele care au susținut guvernul scăzând de la un total de 134 de locuri la 75 din 240, doar GERB rămânând în Adunarea Națională. În schimb, toate cele trei grupări „partidele schimbării” au intrat în Adunarea Națională, câștigând un total de 92 de locuri, dintre care 51 provenind de la ITN-ul lui Slavi Trifonov. Partidul Socialist (BSPzB) a avut, de asemenea, cel mai rău rezultat al său din istorie. Aceste alegeri au avut o prezență la vot de 49.1%. 
Blocul partidelor ”anticorupție” a refuzat orice posibilitate de-a colabora cu Borisov și GERB, și prin urmare era greu să se poată forma un guvern.Președintele Rumen Radev a predat primul mandat celor de la GERB, fiind cel mai mare partid după alegeri, care nu a reușit să formeze un guvern sub conducerea fostului ministru de externe, Daniel Mitov, nominalizat pentru postul de premier. Al doilea mandat a fost oferit ITN-ului, pe care l-a refuzat după ce GERB a sugerat un sprijin parlamentar pentru un guvern condus de ITN. Radev a predat ultimul mandat Korneliei Ninova de la BSPzB, care a refuzat formarea unui guvern după ce ”partidele schimbării” au refuzat o colaborare cu socialiștii. Stefan Yanev a fost învestit premier într-un guvern interimar, și alegeri anticipate au fost programate pentru 11 iulie.

### Alegerile din iulie 2021

Harta rezultatelor alegerilor din iulie 2021

Alegerile din iulie au arătat în continuare ascensiunea ITN-ului, fiind pe primul loc în sondaje cu 65 de locuri. ”Partidele schimbării” au obținut un total de 112 mandate, totuși sub cele 121 de mandate pentru formarea unei majorități. GERB a picat la 63 de mandate, iar BSPzB și-a continuat tendința de scădere. Prezența la vot a scăzut la 40.4%.
Când ITN a primit mandatul de la Radev, au optat pentru formarea unui guvern minoritar sprijinit în parlament de alte partide anticorupție și BSPzB, dar negocierile au picat. GERB nu a mai încercat să formeze un nou guvern, iar BSPzB nu a reușit să obțină sprijin de la celelalte partide pentru un guvern cu puteri depline. O noua rundă de alegeri a fost programată pentru 14 noiembrie, fiind organizate în același timp cu alegerile prezidențiale. Yanev a continuat să fie premier interimar.

### Alegerile din noiembrie 2021

Harta rezultatelor alegerilor din noiembrie 2021

După ce ITN a fost preceput că nu a reușit să construiască un dialog cu alte partide pentru formarea unui guvern, sprijinul pentru partid s-a redus drastic, clasându-se pe locul cinci în spatele PP, GERB, DPS, BSPzB.
În august, au existat speculații că doi miniștrii de guvern populari din Guvernul lui Yanev, Kiril Petkov și Asen Vasilev ar putea înființa un partid anticorupție, iar proiectul a fost oficial lansat pe 17 septembrie. Continuăm Schimbarea (PP) spera să fie o forță unificatoare, care ar putea forma un guvern după alegeri.
La alegeri, PP a obținut primul loc cu 67 de mandate. ”Partidele schimbării” au obținut doar 108 locuri, iar IBG-NI (fostul ISMV), nu a mai reușit să intre în Adunarea Națională. GERB și BSPzB au continuat să scadă în sprijin și mandate. Renașterea (VAZ), un partid de extremă dreapta, de asemenea a intrat în parlament ca urmare a protestelor împotriva introducerii certificatului verde. Prezența la vot a continuat să scadă, fiind de 38.4%.
După alegeri, Petkov a spus că va încerca să construiască un dialog cu orice partid care dorește să se alăture luptei anticorupție în Bulgaria. Partidul minorității turce, Mișcarea pentru Drepturi și Libertăți (DPS) și GERB au refuzat cooperarea cu PP. Pe 10 decembire, liderii PP, BSP, ITN și DB au anunțat că au ajuns la un acord de formare a unei coaliții. Radev a fost reales în funcția de președinte, și a încredințat PP-ului mandatul de formare a unui guvern.
Cu mandatul încredințat, PP a propus un guvern. Acest guvern a fost aprobat de Adunarea Națională pe 13 decembrie.

## Guvernul Petkov
Una din primele provocări ale noului guvern a fost Invazia Rusiei în Ucraina. În febuarie, ministrul apărării Yanev a fost demis după ce acesta nu a acceptat să numească invazia război, în schimb folosind termenul de ”opreațiune militară specială” așa cum a fost folosit de Rusia. BSP de asemenea a amenințat că va părăsi guvernul dacă Bulgaria o să trimită ajutor militar Ucrainei. În ciuda acestor lucruri, potrivit unor investigații făcute de Welt, Bulgaria a folosit intermediari pentru a trimite Kievului echipamentele militare, muniție și combustibil. Bulgaria de asemenea a fost în fruntea statelor care au cerut UE să impună sancțiuni Rusiei cât mai curând. În orice caz, ca rezultat al acestor acțiuni, Gazprom, afiliată statului rus, a întrerupt exporturile de gaze către țară.
După o dispută despre renunțarea la veto-ul împotriva Macedoniei de Nord pentru aderarea sa la Uniunea Europeană, ITN s-a retras din guvern pe 8 iunie 2022 lăsându-l în minoritate. În orice caz, 6 dintre aleșii ITN au părăsit partidul pentru a-l sprijini în continuare pe Petkov și guvernul său.

### Prăbușirea guvernului Petkov
Pe 22 iunie 2022, o moțiune de cenzură a trecut cu 123 de voturi împotriva guvernului. Cum niciun partid nu a mai reușit după să formeze un guvern, preșdintele Radev a programat noi alegeri anticipate pentru octombrie 2022 și l-a învestit ca premier interimar pe Galab Donev, care a fost ministru al muncii în toate celelalte guverne interimare, învestite de Radev (Gerdzhikov, Yanev I și Yanev II).

## Alegerile din 2022-2023

### Alegerile din octombrie 2022

Harta rezultatelor alegerilor din octombrie 2022

Partidele care au format vechea coaliție: PP, BSPzB și DB nu au reușit să obțină o majoritate în parlament, au obținut doar 98 de locuri. Între timp partidele naționaliste și rusofile VAZ și noua formațiune Ascensiunea Bulgară (condusă de fostul premier interimar Yanev) ambele au obținut o creștere în vot. GERB a reedevenit cel mai mare partid cu 25% din voturi și 67 de locuri în Adunare iar ITN nu a mai reușit să treacă de pragul de 4% necesar.
A durat trei zile ca Adunarea să voteze un purtător de cuvânt după alegeri. Între timp, un câine pe nume „Johnny” a primit aprobări în glumă din partea publicului pentru a deveni în schimb președinte. În cele din urmă, Vezhdi Rashidov de la GERB a fost învestit ca parte a unui compromis pe 21 octombrie.
Primul mandat a mers la GERB, ei l-au propus pe Nikolay Gabrovski. Gabrovski a fost dezaprobat de parlament pe 14 decembrie.
În timpul formării guvernului, a izbucnit o dezbatere despre revenirea buletinelor de vot pe hârtie, care a fost desființată din cauza preocupărilor legate de cumpărarea de voturi. GERB, DPS și BSP au susținut revenirea și au putut trece peste veto-ul președintelui Radev împotriva modificărilor codului electoral.
Al doilea mandat i-a revenit celui de-al doilea partid ca mărime PP pe 3 ianuarie 2023. Al treilea și ultimul mandat a fost acordat BSP, care, de asemenea, nu a putut să formeze un guvern, declanșând astfel alegeri anticipate, programate pentru 2 aprilie 2023. Cu toate acestea, BSP a fost deschis la o potențială cooperare cu GERB, care avea potențialul de ieșire din criză. Galab Donev a fost selectat de Radev pentru a conduce un alt guvern interimar.

### Alegerile din aprilie 2023

Harta rezultatelor alegerilor din aprilie 2023

Alegerile au fost programate pentru 2 aprilie și marchează cea dea cincea rundă consecutivă de alegeri prin care trece țara în 2 ani. S-a sugerat că tulburările politice ar putea avea un potențial impact asupra aderării Bulgariei la zona euro.
PP negociază cu DB, alături de alte organizații mai mici, pentru a candida împreună pe o listă comună pentru aceste alegeri, propunere pe care toate partidele constitutive ale DB au susținut-o. Ei speră să acorde prioritate reformei justiției, aderând la spațiul Schengen și la zona euro. Petkov a etichetat potențiala listă comună drept „Uniunea Forțelor Bune”. Cele două partide lucrează deja împreună pentru viitoarele alegeri locale. Pe 10 februarie, DB a anunțat că a ajuns la un acord și că va candida pe o listă comună, PP–DB.
La alegeri, PP-DB spera să formeze un guvern minoritar, în timp ce GERB a susținut formarea unei mari coaliții între ei și PP-DB, despre care Borisov a spus că va necesita timp, dar ar putea rezolva criza politică.
La alegeri, lista condusă de GERB și-a păstrat poziția pe primul loc și, potrivit informațiilor, și-a crescut numărul de locuri până la 69. PP-DB s-a descurcat mai rău decât se aștepta și au fost considerați învinșii nopții, coborând la 64. Renașterea a urcat pe locul trei. DPS a rămas stabil ca rezultat, și ITN a reintrat după puțin timp în Adunarea Națională. BV a scăzut sub pragul electoral. În termeni de negociere pentru guvern, GERB a declarat că ar colabora cu oricine, PP–DB în mare nu dorește să se alăture unui guvern din care face parte GERB, și cei de la Renașterea au sugerat că nu se vor alătura vreunui guvern cu excepția unuia condus doar de ei. BSP, DPS și ITN were sunt mai vagi în privința sprijinului, dar Ninova a spus că BSP va fi deschis să negocieze cu toate partidele.
La prima ședință a Adunării din 12 aprilie, nu a putut fi ales niciun președinte, parlamentarii adunându-se doar câteva minute. Nu s-a realizat prea mult progres în formarea guvernului, deși GERB și PP-DB s-au angajat să îndeplinească și să adopte legi în care cele două grupări să poată vedea un punct comun.
Pe 22 mai, Mariya Gabriel, candidatul GERB pentru funcția de prim-ministru, și Nikolay Denkov, candidatul PP pentru funcția de prim-ministru, au convenit să formeze un guvern bazat pe un principiu de rotație - Denkov fiind prim-ministru în primele 9 luni (până în februarie 2024), și Mariya Gabriel, viceprim-ministru și ministru al afacerilor externe. După 9 luni, cei doi o să-și schimbe pozițiile. Petkov a susținut că guvernul nu este o coaliție și că este tot ce puteau face, în ciuda faptului că și-au încălcat promisiunea preelectorală. Petkov a mai spus că speră ca guvernul să supraviețuiască cel puțin 18 luni și a confirmat că nu va face parte din cabinet. S-a raportat că DB va sprijini guvernul, dar din exterior fără miniștri în guvern. Presupusele înregistrări de la o întâlnire incriminatoare a PP, incluzând ambii lideri, au fost difuzate de Radostin Vassilev, deputat PP-DB, care a părăsit partidul. Petkov a susținut că înregistrările nu reprezintă adevărul și au fost manipulate. Au existat sugestii că aceste înregistrări ar putea avea un impact asupra formării acordului de cooperare al PP cu GERB, dar Borisov a spus că nu va avea impact.
Denkov, prim-ministrul propus, a făcut publică componența guvernului alături de propunerea de viceprim-ministru, Gabriel, pe 2 iunie. Aceștia au anunțat că s-au alăturat negocierilor cu DPS, pentru a obține supramajoritatea de 160 de deputați necesară pentru adoptarea reformelor constituționale.Cei de la DPS au spus că nu vor împiedica formarea guvernului, dar au fost mai vagi în ceea ce privește sprijinul lor explicit.